# Junkers Ju 88
Junkers Ju 88 („Юнкерс Ю-88“) е боен самолет от Германия от периода на Втората световна война.
Разработен в средата на 1930-те години като скоростен бомбардировач, той е многократно модифициран и използван като бомбардировач, тежък изтребител, щурмови самолет, торпедоносец, разузнавателен самолет и др. Това го нарежда сред основните и най-важни самолети на Луфтвафе през онзи период.

## Разработка
През 1934 г. немското Имперско министерство на въздухоплаването (Reichsluftfahrtministerium, RLM) обявява конкурс за разработката на тежък двумоторен изтребител/щурмови самолет, по немската класификация от този период: „боен разрушител“ (на немски: Kampfzerstörer). Конкурсът е спечелен от проекта на BFW Messerschmitt Bf 110. Във фирмата Junkers през 1935 г. също започва работа по задачата за нов разрушител, като са разработени два проекта: Ju 85 (с двукилев вертикален стабилизатор) и Ju 88 (с класически еднокилев). Над проектите работят А. Гаснер и В. Еверс, авиационни инженери, имащи сериозен опит от работата си в американски самолетостроителни заводи (през 1936 г. Гаснер се връща в САЩ и започва работа в Northrop).
През 1935 г. RLM издава спецификация за разработката на скоростен бомбардировач (на немски: Schnellbomber), според която новата машина трябва да развива максимална скорост от 500 km/h, бомбов товар 800 – 1000 kg, екипаж от трима души и съвременно за времето си оборудване. Първоначално не се предвижда отбранително въоръжение (смята се, подобно на британския de Havilland 98 „Mosquito“, че скоростта ще е достатъчна за измъкване от атаките на противниковите изтребители), но скоро изискванията са коригирани и се налага добавянето на отбранителна картечница MG 15 за защита на задната полусфера.
Конкуренти на Junkers в този конкурс са Messerschmitt Bf 161 и Bf 162 и Henschel Hs 127. През май 1935 г. за победител е избран Junkers Ju 88 и фирмата получава поръчка за построяването на пет прототипа. Първите два трябва да са с двигатели DB 600, останалите – с Jumo 211. Първият прототип Ju 88V-1 излита на 21 декември 1936 г.; двигателите са DB 600, пилот е В. Киндерман. Въпреки че скоро след това катастрофира, прототипът показва добри полетни и пилотажни характеристики и работите по проекта продължават.
Вариантът с двигатели Jumo 211B излита на 13 септември 1938 г. – това е третият произведен прототип с обозначение Ju 88V-3. По това време RLM окончателно се отказва от проектите на Messerschmitt и Henschel и налага преработването на Ju 88 в пикиращ бомбардировач; добавен е и четвърти член на екипажа (борден стрелец). Четвъртият прототип (Ju 88V-4) вече е с остъклен нос, каквито ще бъдат повечето произведени самолети.
Еталонът за серийните бомбардировачи Ju 88A е шестият прототип (Ju 88V-6), а десетият – Ju 88V-10 – е идентичен с предсерийните Ju 88A-0.

## Производство
Според разработения от RLM план за производството на Ju 88 (т. нар. програма „88“), месечно от заводите трябва да излизат по 300 машини, като до средата на 1940 г. трябва да има налични 2500 самолета, с които да се подмени целия бомбардировъчен авиопарк.
Корпусите на машините се произвеждат в заводите на Junkers в Ашенслебен; оперението – в заводите на фирмата в Халберщад и Леополдсшал, а крайният монтаж се реализира в заводите в Бернбург. По решение на RLM, компоненти за самолетите се произвеждат и заводите на Henschel, Arado, AEG, Dornier, Heinkel, ATG, Siebel, Volkswagen и Opel.
Първите 28 предсерийни машини плюс 50 серийни Ju 88A-1 са поръчани в началото на 1938 г. Серийното производство започва през 1939 г. и продължава до 1945 г., като общия брой на произведените машини е 14 948; от тях 9122 бомбардировача, 3964 изтребителя и 1862 разузнавателни самолета.
| Година | Бомбардировачи | Разузнавателни | Изтребители |
| ------ | -------------- | -------------- | ----------- |
| 1939   | 69             | —              | —           |
| 1940   | 1816           | 330            | 62          |
| 1941   | 2146           | 568            | 66          |
| 1942   | 2270           | 567            | 257         |
| 1943   | 2160           | 394            | 706         |
| 1944   | 661            | 3              | 2518        |
| 1945   | —              | —              | 355         |

## Модификации. Развитие на самолета

### Бомбардировач и торпедоносец

#### Ju-88A
- Ju-88A-0 – Предсериен вариант на базата на Ju-88V-10. Въоръжен с 3 х 7.92-mm картечници MG 15: в гондолата под фюзелажа, в задната част на кабината и отпред на кабината. Бомбеният товар е 1000 kg. Мерникът BZA позволява изхвърляне на бомби при пикиране. Двигатели Jumo 211B-1 с четирилопатни витла. Построени са само 20 самолета от тази серия.
- Ju-88A-1 – Първи сериен вариант. Още в началото на 1938 г. е дадена заявка за 50 машини Ju 88 A-1, като след две седмици тя се увеличава на 100. Двигателите също са Jumo 211B, но витлата са трилопатни. Предвидена е възможност за окачване на допълнителни горивни резервоари, които увеличават бойния радиус до 3680 km, вместо нормалните 1260 km. Подлаган на чести модернизации в полевите работилници, състоящи се главно в увеличаване на отбранителното въоръжение. след първите бойни полети е прибавена нова, неподвижна картечница MG 15, която стреля напред, както и бронирана за задния стрелец. По-късно към страничните стъкла са прибавени две картечници MG 15. За първи път Ju 88A-1 участва в бойни действия в края на септември 1939 г. Последните машини от серията са с двигатели Jumo 211G.
- Ju-88A-2 – Вариант с двигатели Jumo 211G и усилено крило, пригодено за използването на ракетни ускорители тип Walter Rb 202 за съкращаване разбега при излитане.
- Ju-88A-3 – Учебен вариант с двойно управление и без въоръжение. Негов прототип е Ju 88V-16. Част от тези самолети са използвани като транспортни при осигуряването на въздушния мост при Сталинград през 1942 – 1943 г.
- Ju-88A-4 – Основната и най-масово произвеждана серия на бомбардировача. Неин прототип е Ju 88V-21. Двигателите са сменени, отначало с Jumo 211F, по-късно с Jumo 211J. Променено е и отбранителното въоръжение, като са използвани 7.92-mm картечници MG 81 и/или 13-mm MG-131, както и бронирането на седалката на пилота.
- Ju 88A-4/Torp – Вариант на бомбардировача като торпедоносец. При него са демонтирани външните бомбодържатели и въздушните спирачки, използвани при пикиране и е монтиран торпеден носач за едно торпедо (основно 533-mm LT5b). При някои машини носовата картечница е заменена с 20-mm авиационно оръдие MG FF, а част от тях са оборудвани с морски радар FuG 200 Hohentwiel.
- Ju-88A-5 – Недостигът на двигателите Jumo 211F и Jumo 211J, налага връщането към старите двигатели Jumo 211B, с които е оборудвана тази модификация. Тя представлява хибрид между корпуса на вариант А-1 и крилото на А-4. Последните самолети от серията са с двигатели Jumo 211G и Jumo 211H. Тъй като и двете версии се произвеждат почти едновременно, при първата версия на А-5 е монтирана единична стрелкова установка в задната част на кабината. Под крилото са инсталирани изхвъргачи ЕТС250 за бомби по 250 кг. На фронта новата версия се появява в първата фаза в битката за Великобритания. При по-късните серии е монтирана двойна задна стрелкова установка. Кръглата установка за картечницата е заменена с базовата Bola 39С или Bola 39D VE картечница MG 81Z или MG 131. Общо са построени 3962 самолета от версии А-1, А-2, А-3 и А-5.
- Ju-88A-6 – Вариант на базата на А-5, пригоден за борба със заградителни балони. Пред носа и крилото е монтирана V-образна рамка, която отвежда придържащите въжета на балоните към края на крилата, където те са прерязвани от специални ножове. За компенсиране на нарушения баланс на самолета, в опашката е поставяна 60-kg противотежест.
- Ju-88A-6/U – Вариант за борба с морски цели. Самолетите са без характерната гондола под тялото и са оборудвани с радари FuG 200 и FuG 217 Neptune R1. Екипажът е намален на трима души, двигателите са Jumo 211F или Jumo 211J.
- Ju-88A-7 – Учебно-тренировъчна версия, произвеждана в заводите на Blom und Foss.
- Ju-88A-8 – Вариант за борба със заградителни балони, но на базата на А-4, също оборудван със стоманен V-образен профил, подобно на варианта А-6.
- Ju-88A-9 (Ju-88A-1/Trop) – Вариант на базата на А-1, предназначен за бойни действия в района на Средиземноморието и Северна Африка (Trop – тропически, заради субтропическия и тропически климат в районите, за които е предназначен. Да не се бърка с Torp – торпеден!). На въздухозаборниците на тези самолети са монтирани противопрахови филтри, в машините има контейнери със запас от храна и вода в случай на произшествие.
- Ju-88A-10 (Ju-88A-5/Trop) – Тропическа версия на А-5.
- Ju-88A-11 (Ju-88A-4/Trop) – Тропическа версия на А-4.
- Ju-88A-12 – Учебно-тренировъчна версия на базата на А-4.
- Ju-88A-13 – Модификация на базата на А-4 за близка въздушна поддръжка на войските на бойното поле. Вариантът се отличава с усилено брониране на жизненоважните места и разширена номенклатура на използваното въоръжение: може да носи касетъчни бомби на външно окачване (от типовете AB 250, AB 500 и AB 1000), както и подтелни контейнери с картечници. Произведена малка серия, използвана на Източния фронт.

- Ju-88A-14 – Бойният опит показва, че оръдейно-картечното въоръжение на самолета е слабо и затова често в полеви условия на някои машини се монтира 20-mm оръдие MG FF в остъкления нос на бомбардировача. Сравнително успешната употреба на тези полеви версии довежда до серийното производство на машината, въоръжена с това оръдие, като за разлика от полевите версии, оръдието се монтира в подтелната гондола. Произведени са ограничен брой самолети.
- Ju-88A-15 – Вариант, изработен от дърво с увеличена бомбова шахта и без гондола под тялото. Остава само като прототип (Ju 88V-60), тъй като не е одобрен от военните.
- Ju-88A-16 – Учебна версия на машината.
- Ju-88A-17 – Версия като торпедоносец. Машините се произвеждат без подтелната гондола, като някои от тях са оборудвани с морския радар FuG 200.

#### Ju-88S
- Ju-88S-0 – Модификация, положила началото на машините от версия „S“. Тя се появява през 1942 г., като нейното появяване е обусловено от изискването на RLM за подобряване на полетните характеристики на бомбардировача. В същото време от авиационното министерство изискват при това подобряване основната конструкция да се запази в максимална степен, за да не се спъва серийното производство. Остъклението на носа е променено (намалено е и има по-аеродинамична форма), премахнати са подтелната гондола, въздушните спирачки и външните бомбодържатели. Двигателите са заменени с въздушно охлажданите BMW 801D. Прототипът на версията е известен като Ju 88V-93 или Ju 88S V-1.
- Ju-88S-1 – Версия с двигатели BMW 801G-2 със система GM-1 за впръскване на диазотен оксид в двигателя, позволяващо кратковременно уваличаване на скоростта с 45 km/h. Намалено е отбранителното въоръжение (една картечница MG 131 в горна задна позиция), но са върнати външните бомбодържатели, позволяващи окачването на една 1000-kg бомба. Монтирана е и РЛС FuG 217 Neptune R-1, предупреждаваща за облъчване от чужд радар.
- Ju-88S-2 – Вариант без външни бомбодържатели, но с уголемена бомбова шахта, позволяваща вземането на 3000 kg бомби. Двигателите са BMW 801TJ с турбокомпресори (системата GM-1 е премахната).
- Ju-88S-3 – Последен бомбардировъчен вариант. Двигателите са Jumo 213A, снабдени със система GM-1. Максималната скорост на тази модификация достига до 621 km/h, но е произведена в малко количество, понеже се изисква производството на изтребители, нужни за отбраната на Райха от налетите на съюзническите стратегически бомбардировачи.

### Изтребител
Още след полетите на първите прототипи на машината, инженерите от Junkers предлагат самолетът да се преработи в тежък изтребител, тъй като съществуват опасения, че спечелилият конкурса за „разрушител“ Ме-110 може да се окаже не съвсем пълноценен заради малкия си радиус на действие. Отначало от RLM са твърдо против, но по-късно склоняват за разработката на един прототип като тежък изтребител, като изрично подчертават ниския приоритет на програмата.
Такъв прототип става Ju 88V-7. При него са премахнати бомбодържателите и са монтирани три 7.92-mm картечници MG 17 и едно 20-mm оръдие MG FF, подаващи се от остъклената носова част. В началото на 1940 г. се появяват прототипите Ju 88Z-15 и Ju 88Z-19 с метални носове и въоръжение аналогично на Ju 88V-7. Те стават еталони за предсерийните изтребители Ju 88C. Изтребителите Ju 88 са използвани основно като нощни изтребители.

#### Ju-88C
- Ju-88C-1 – Проект на базата на Ju 88А-1, но с въоръжение като на изтребителния прототип V-7. Проектът остава нереализиран, защото се преминава директно към производството на вариант С-2.
- Ju-88C-2 – Първи сериен вариант на изтребителя. За негова база е използвана бомбардировъчната версия А-1 с промените, направени за изтребителя С-1, като са направени още доработки. Носът е метален (за разлика от остъкления нос на С-1) и в него са монтирани 3 7.92-mm картечници и едно 20-mm оръдие (MG FF или MG 151). Въоръжението е монтирано под ъгъл -5° спрямо надлъжната ос на машината. Премахнати са бомбодържателите и въздушните спирачки и е усилено бронирането на пилотското място.
- Ju-88C-3 – Нереализиран проект с двигатели BMW 801MA (двигателите BMW 801 са нужни за изтребителите Fw-190).
- Ju-88C-4 – Изтребителна версия на базата на бомбардировъчната А-3, като е използвано крилото на версия А-5. Самолетът вече е чист изтребител – цялото бомбардировъчно оборудване е премахнато. Основната част от машините от тази версия са с двигатели Jumo 211G, като има известен брой с форсирани двигатели Jumo 211F, позволяващи скорост до 495 km/h.
- Ju-88C-5 – Ограничена серия с двигатели BMW 801А. Подтелната гондола е премахната.
- Ju-88C-6 – Изтребителен вариант на базата на най-масовата бомбардировъчна версия А-4, появил се през 1942 г. Двигателите са Jumo 211J, колесникът е усилен. Усилено е отбранителното въоръжение в горна задна и долна задна позиция. Голяма част от изтребителите от тази версия са въоръжени със системата Schrage musik, състояща се от две 20-mm оръдия, монтирани зад пилотската кабина под ъгъл 70° – 80° нагоре за обстрел на прелитащи над изтребителя цели.
- Ju-88C-6а – Полева версия, въоръжена с 3 картечници MG 17, 3 оръдия MG FF и едно MG 151.
- Ju-88C-6b – Нощен изтребител оборудван с радар FuG 212 Lichtenstein C-1.
- Ju-88C-6c – Нощен изтребител с радар FuG 220 Lichtenstein SN-1 и система за предупреждение за облъчване от чужд радар FuG 227 Flensburg.
- Ju-88C-7 – Вариант на базата на С-6 с двигатели BMW 801D. Произведена в ограничен брой.
- Ju-88C-7a – Подверсия на С-7 с двигатели Jumo 211J и полезен товар 500 kg.
- Ju-88C-7b – Подобен на С-7а, но с увеличен до 1500 kg полезен товар.
- Ju-88C-7c – Подверсия с двигатели BMW 801MA.

#### Ju-88G
- Ju-88G – Модификация от 1943 г. с подобрена аеродинамика, променено опашно оперение и въоръжение. Двигателите са BMW 801D, премахната е гондолата под тялото, като на нейното място е поставен контейнер за четири 20-mm оръдия; опашното оперение е с по-голяма разпереност, променен е и вертикалният стабилизатор. Въоръжението е стандартизирано на шест 20-mm оръдия MG FF и една 7.92-mm картечница на горна задна позиция; радарът е FuG 212 Lichtenstein C-1. Прототип е Ju 88V-58, като още преди завършването на изпитанията са поръчани 700 машини.
- Ju-88G-1 – Модификация с по-модерните бордови РЛС FuG 220 Lichtenstein SN-1. След влизането в бой на първите машини от серията G, се оказва, че отблясъците от двете носови оръдия заслепяват пилотите и затова основната част от версия G-1 са без тях, а само с четирите в контейнера под тялото. В началото са променени изходните тръби за горещите газове от двигателя, за да се намали демаскиращият ефект от отблясъците им нощно време, а по-късно изцяло са преработени мотогондолите. Машините имат бомбодържатели за 500-kg бомби, на които се окачат обикновено горивни резервоари, но към края на войната някои машини са привличани за изпълнението на нощни щурмови задачи.
- Ju-88G-6 – Основната модификация от версия G. На нея са монтирани по-мощните редови двигатели Jumo 213А. Използват се различни видове бордови РЛС като FuG 220, FuG 218 Neptune, FuG 350 Naxos и FuG 240 Berlin. В тази модификация често се монтира системата Schrage musik.
- Ju-88G-7 – Вариант с двигатели Jumo 213Е-1, който не влиза в серийно производство, поради края на войната.
- Ju-88G-10 – Вариант с двигатели Jumo 213А и удължен корпус, в който са монтирани допълнителни резервоари за гориво. Построено съвсем ограничено количество, което не се използва по предназначение – почти всички машини от тази модификация са пренасочени за употреба в програмата Мистел (Mistel Gespann).

#### Ju-88R
- Ju-88R – Прототип на тежък изтребител на базата на Ju-88С-6.

- Ju-88R-1 – Развитие на конструкцията на С-6 с двигатели BMW 801A. Въоръжението му е аналогично на С-6, като понякога се монтира и системата Schrage musik. Използван изключително като нощен изтребител с радари FuG 212 и FuG 220.
- Ju-88R-2 – Неголяма серия с двигатели BMW 801D. Поради нуждата от тези двигатели за изтребителя Fw-190, производството му е спряно в началото на 1944 г.

### Щурмови самолет

#### Ju-88P
През 1942 г. рязко нарасналата количествено и качествено бронетехника на СССР предизвиква сериозни опасения в немското ръководство. Всички по-тежки машини от арсенала на Луфтвафе са изпробвани като носители на противотанково въоръжение, като това не подминава и Ju-88. В средата на 1942 г. на сериен бомбардировач Ju-88А-4 е монтирано 75-mm противотанково оръдие KwK 39 в уголемената за целта гондола под тялото, като е усилено и бронирането на машината в жизненоважните зони. Голямата тежест на оръдието, допълнителната броня и уголемената гондола рязко влошават скоростта и маневреността, а откатът и пламъкът от изстрелите водят до повреди на витлата. Оръдието е сменено с по-лекото 75-mm PaK 40 и след успешни стрелби по трофейни съветски танкове самолетът е пуснат в ограничена серия. Прототипът е известен под името Ju-88P V-1.
- Ju-88P-1 – Първа модификация на версия Р. За разлика от прототипа носът не е остъклен, а непрозрачен; в подтелната гондола е монтирана една картечница за защита отзад-отдолу. Изпратен за изпитания на фронта, този вариант, заедно с противотанковия вариант на Ме-110, показват най-ниски резултати – маневреността и скоростта са много ограничени, а ниската скорострелност на оръдието позволява използването на 2 – 3 снаряда за атака. Въпреки това е включен в състава на противотанковите ескадрили.
- Ju-88P-2 – Версия с нов подтелен контейнер с две 37-mm оръдия BK 3.7 с по-голяма скорострелност и по-малък откат при сравнително запазена бронебойна ефективност.
- Ju-88P-3 – Идентичен на Р-2, от когото се различава по допълнителното брониране на двигателите и кабината. Използван изключително за наземни атаки, за разлика от Р-2, който най-вече е смятан за тежък изтребител.
- Ju-88P-4 – Ограничена серия с променена гондола, в която е монтирано 50-mm оръдие BK 5.

Като щурмови самолети могат да бъдат разглеждани и машините от варианти Ju-88А-13 и Ju-88А-14.

### Разузнавателен самолет

#### Ju-88B
Още от самото начало на проектирането на самолета се разглеждат и варианти за обща за целия екипаж кабина (подобна на тази на Do-217 и по-късните Ju-188). Първоначално за версията В е определен двигатели Jumo, но по-късно са монтирани двигатели BMW 801MA. Тъй като летателните характеристики на новата машина превъзхождат незначително тези на серийните Ju-88А, то са построени само 10 предсерийни Ju-88В-0, въпреки че са разработвани варианти В-1, В-2 и В-3. Бомбардировъчното оборудване е премахнато, като на негово място са монтирани допълнителни горивни резервоари и фото-разузнавателна апаратура. Отбранителното въоръжение е от три огневи точки (в носа, отгоре-отзад и отдолу-отзад) със сдвоени 7.92-mm картечници MG 81Z. Тези самолети са използвани над Съветския съюз в началния стадий на войната.

#### Ju-88D
В средата на 1940 г. започва разработка на разузнавателна версия на машината, която да замени полевите модификации на бомбардировача като разузнавач. Демонтирано е бомбардировъчното оборудване и въздушните спирачки. В предната бомбова шахта се монтира допълнителен резервоар за гориво, а в задната камери за аерофотография от тип Rb 70/30 и Rb 50/30 за височинно снимане и широкоъгълна Rb20/30.
- Ju-88D-0 – Първа пробна серия на разузнавача с двигатели Jumo 211В-1.
- Ju-88D-1 – В производство от 1941 г. Оказва се, че в реални условия могат да бъдат ползвани само две от трите камери. Самолетите имат възможност да носят до 1000 kg бомби на външно окачване.
- Ju-88D-2 – Подобна на D-0, но с двигатели Jumo 211Н-1 или Jumo 211G-1 с дървени витла.
- Ju-88D-3 – Тропически вариант на D-1.
- Ju-88D-4 – Тропическа версия на D-2.
- Ju-88D-5 – Последна от D-версиите с двигатели Jumo 211Н или G, но с метални витла. Оборудван обикновено с две фотокамери.

#### Ju-88H
- Ju-88H-1 – Модификация, разработена през 1942 – 1943 г. на базата на D-варианта (първи полет на прототипа Ju 88V89 – 2 ноември 1943 г.), с цел увеличаване радиуса на действие. Тялото е удължено с 2.575 m, увеличен е размахът на крилата, подтелната гондола е премахната, екипажът става тричленен. Отбранителното въоръжение е от 4 х 7.92-mm картечници MG 81. Двигателите са BMW 801D, а машините са оборудвани с радар FuG 220. Основното предназначение на новата версия е патрулиране над Атлантическия океан.
- Ju-88H-2 – Ограничена серия (10 машини) като тежък изтребител на базата на Н-1. Въоръжение 6 х 20-mm оръдия MG 151/20 (две в носа и четири в контейнер под тялото).
- Ju-88H-3 – Проект за разузнавателен самолет с още удължено тяло (общо 3.157 m) и двигатели Jumo 213А-12. Не е произвеждан заради края на войната.
- Ju-88H-4 – Проект за тежък изтребител, подобен на Н-3. Също не е произвеждан.

#### Ju-88T
- Ju-88T-1 – Разузнавателен самолет на базата на бомбардировача Ju-88S-1. Запазени са бомбодържателите, на които се окачват допълнителни резервоари с гориво.
- Ju-88T-2 – Разузнавателен вариант на базата на S-3. По-лек и с по-висока скорост (660 km/h). Произведен в ограничено количество, заради нуждата от изтребители.

### Други модификации

#### Ju-88Е
Вариант на Ju-88В с двигатели BMW 801C. Не е произвеждан серийно, единственият прототип служи за изпитания на въоръжението на разработвания Ju 188.

#### Мистел (Mistel Gespann)
Самолетът Junkers Ju 88 е основна част в така наречения комплекс Мистел (Мистел Гешпан, на немски: Mistel Gespann – Впряг, превозващ имел; официалното название на комплекса е „Bethoven Gerat“ – „Устройство Бетховен“, среща се и названието „Vater und Sohn“ – „Баща и син“). В него самолетът играе ролята на безпилотна управляема летяща бомба.
Комплексът се състои от един Ju 88, в носа (в пилотската кабина включително) на който е разположена кумулативна бойна глава с тегло 1700 kg. Над безпилотния бомбардировач е прикачен един пилотиран изтребител, обикновено Me 109 или Fw 190. Използването на „Мистел“ става по следния начин: Комплексът стига на собствен ход до района на целта (възможно е и буксирането му, ако целта е много далеч), където изтребителят се насочва към целта и влиза в плоско пикиране под ъгъл 15° – 30°, откача бомбардировача и се оттегля. Безпилотният бомбардировач продължава по предварително програмиран курс и се взривява в целта, като кумулативната глава на летящата бомба може да пробие до 20 m стоманобетон.
Разработени са няколко варианта, различаващи се главно по модификациите на бомбардировача и изтребителите, използвани в тях. Комплексите Мистел са ограничено използвани, основно на Източния фронт срещу мостове и съветски преправи.

#### Führungsmaschine
Führungsmaschine – Управляваща, Ръководна машина. Това е вариант като самолет за наблюдаване на бойната обстановка и управление на полетите с голям радиус на действие, приблизително подобен на днешните AWACS. Разработен е на базата на един от Мистелите (Mistel 3B) и представлява Ju 88H-4 с възможност за окачване на допълнителни горивни резервоари и голям радар в носа, скрит под специален обтекател и работещ в сантиметровия диапазон. Самолетът носи на гърба си един изтребител Fw 190А-8, който трябва да го охранява в случай на нужда. Изтребителят също има допълнителни резервоари, които се намират върху крилото под аеродинамични обтекатели. Не е известно вариантът Führungsmaschine да е употребяван в реални бойни действия.

## Тактико-технически характеристики на някои варианти
| Характеристики                            | Ju 88A-4                                                             | Ju 88 G-6                                | Ju 88 H-1               | Ju88 P-4                      |
| ----------------------------------------- | -------------------------------------------------------------------- | ---------------------------------------- | ----------------------- | ----------------------------- |
| Размах на крилете, m                      | 20,08                                                                | 20,08                                    | 19,95                   | 20,08                         |
| Дължина, m                                | 14,36                                                                | 15,50                                    | 17,65                   | 14,36                         |
| Височина, m                               | 5,07                                                                 | 5,07                                     | 5,07                    | 5,07                          |
| Площ на крилете, m²                       | 54,7                                                                 | 54,7                                     | 54,7                    | 54,7                          |
| Маса празен, kg                           | 9860                                                                 | 1745                                     | 1863                    | 2155                          |
| Максимална излетна, kg                    | 14000                                                                | 12292                                    | —                       | 11400                         |
| Двигатели                                 | 2 x Jumo 211J-1 или J-2                                              | 2 x Jumo 213A                            | 2 x BMW 801D-2          | 2 x Jumo 211В                 |
| Максимална скорост, km/h                  | 470                                                                  | 538                                      | 445                     | 390                           |
| Таван, m                                  | 8200                                                                 | 9550                                     | 8500                    | 8000                          |
| Въоръжение: - картечници - оръдия - бомби | - 4 – 5 x 7.92-mm MG 15 или MG 81/MG 81Z; 1 x 13-mm MG 131 - 3600 kg | - 1 x 13-mm MG 131 - 6 x 20-mm MG 151/20 | - 2 x MG 131, 2 x MG 81 | - 2 x MG 81Z - 1 x 50-mm BK 5 |

## Бойна употреба
Първите бомбардировачи Ju 88А-0 и А-1 влизат на въоръжение през август 1939 г. в състава на I./KG 25 (I група от бомбардировъчна ескадра 25, Kampfgeschwader – бойна (бомбардировъчна) ескадра). На 22 септември 1939 г. името на ескадрата е променено на KG 30, а на 26 септември Ju 88 правят първия си боен полет, когато четири Ju 88, съвместно с девет He 111 от I./KG 26 атакуват английски кораби в Северно море. Един от пилотите, унтерофицер Карл Франке, съобщава за попадение с 500-kg бомба в самолетоносача Арк Ройъл (HMS Ark Royal), според друг пилот е улучен и линейния крайцер Худ (HMS Hood). Реално нито един от тези кораби не е засегнат, но въпреки това немската пропаганда обявява потапянето на самолетоносача, а Карл Франке става лейтенант и получава Железен кръст. От края на 1939 г. до средата на 1940 г., самолетите Ju 88 участват в нападенията над британски морски конвои, брегови обекти и военноморски бази, а от август 1940 г. са едни от основните участници в разгорялата се Битка за Британия. В нея, въпреки яростната съпротива на английските летци, Ju 88 се представят сравнително добре, а управлявани от опитни пилоти се показват като едни от най-добрите тактически бомбардировачи за времето си. Известна е атаката на два Ju 88 над летището в Брайз Нортън, при която на земята са унищожени 46 самолета, а други 18 са тежко повредени.
Ju 88 се сражават и на Средиземноморския театър на бойните действия, и в Северна Африка, атакувайки британски кораби, конвои, сухопътни части и бази. Особено ефективна е атаката в нощта на 6 срещу 7 април 1941 г. над пристанище Пирея, в хода на завземането на Гърция. При нея от Сицилия излитат бомбардировачи от III./KG 30 с цел да минират входа на пристанище Пирея, откъдето британските войски в Гърция основно се снабдяват, като целта е при евентуално натъкване на кораб на мина, той да затвори пристанището при потъването си. Един от пилотите на Ju 88, бъдещият командир на изтребителна ескадра 300 (JG 300) и изтребителен ас Хайо Херман, освен мините, окачва и две 250 kg бомби под самолета си, въпреки че влиза в нарушение на пряка заповед да не се носят бомби в този полет. След хвърлянето на мините на входа на пристанището, Херман избира един голям кораб в него и хвърля бомбите си. Корабът се оказва английският транспорт „Клан Фрейзър“ (Clan Frazer), който е докарал 350 t амуниции. 100 от тях са разтоварени, но останалите 250 t детонират и разрушават още десет кораба, сред които и транспортния „Сити ъф Рубо“ (City of Roubaix), също натоварен с взривни вещества, които също избухват. Сумарната мощност на взрива от избухналите боеприпаси е равен на малка тактическа ядрена бомба. Потопени са 11 кораба, още няколко са тежко повредени. По-важното е обаче, че са разрушени всички пристанищни съоръжения и над десет дни единственото съвременно оборудвано пристанище в Гърция е неизползваемо.
При началото на нахлуването в Съветския съюз, Ju 88 отново са в първите редици. Използвани са и като пикиращи бомбардировачи и щурмови самолети. В сраженията на Източния фронт през цялата война Ju 88 се доказва като най-добрия немски бомбардировач.
Първите изтребители Ju 88C-2 постъпват на въоръжение през пролетта на 1940 г. в ескадрилата тежки изтребители (Zerstörerstaffel) към KG 30. През юли същата година ескадрилата е прехвърлена към II./NJG 1 (Nachtjagdgeschwader – Нощна изтребителна ескадра) и се сражава в Битката за Британия до 11 октомври 1941 г. Малко след това, съединението, реорганизирано през септември 1940 г. в I./NJG 2 е прехвърлено в Сицилия и се сражава над Средиземно море. Особено важни стават тежките изтребители по време на въздушната отбрана на Райха от бомбардировките на съюзническата авиация. Използвани са основно като нощни изтребители, оборудвани с радари. Един от най-големите успехи на изтребителите Junkers Ju 88 е в нощта на 30/31 март 1944 г. когато са свалени 97 (от общо 725) английски бомбардировача, половината от които от Ju 88C-6.
Изтребител Ju 88R-1 става причина за доста проблеми в немската противовъздушна изтребителна охрана. На 9 май 1943 г. на летище край Абърдийн каца самолет от този тип, оборудван с най-съвременните немски бордови радари. Както се оказва, един от членовете на екипажа е английски агент. Благодарение на него, съюзниците имат възможност да се запознаят с радарите FuG 202 и 212 и впоследствие успешно да ги заглушават. На 13 юни 1944 г. друг изтребител от тип Ju 88G-1 каца на летището в Уудбридж (този път погрешка), при което англичаните се сдобиват с радарите FuG 220 и 227.
Изтребителите са използвани и на Източния фронт, но в по-малка степен. Там задачата им е основно да прехващат единични съветски машини през нощта (които са предимно от типовете По-2, Як-6, СБ, Пе-8 и др.).

## Оператори
- Нацистка Германия

- Великобритания Няколко трофейни самолета.

- Италия В средата на 1940 г. са поръчани 200 Ju 88, но Германия не бърза с доставките. До капитулацията на Италия са доставени шест Ju 88A-7 и двайсет и пет Ju 88A-4, повечето употребявани.

- Румъния получава от Германия известно количество от тези машини. Първоначално са разузнавачи Ju 88D-1/D-3, по-късно и бомбардировачи Ju 88А-4. Самолетите са използвани както срещу Съветския съюз, така и срещу Германия, след като Румъния минава на страната на СССР на 23 август 1944 г. След войната са използвани като учебни машини до началото на 1950-те г.

- СССР използва трофейни машини.

- Унгария използва както известно количество бомбардировачи Ju 88А-4, така и изтребители Ju 88C-6. Това е единствената държава освен Германия, която има на въоръжение изтребители Ju 88.

- Финландия получава през март 1943 г. 24 изписани от бойните части Ju 88A-4. След капитален ремонт те влизат в строя и подобно на румънските, също са използвани против Германия.

- Франция използва Ju 88A-4 (22 бр.), построени в заводите SNCASE в Тулуза. Самолетите са използвани срещу немците в края на войната, а след нея – като учебни самолети.